# Tanngnjost och Tanngrisner

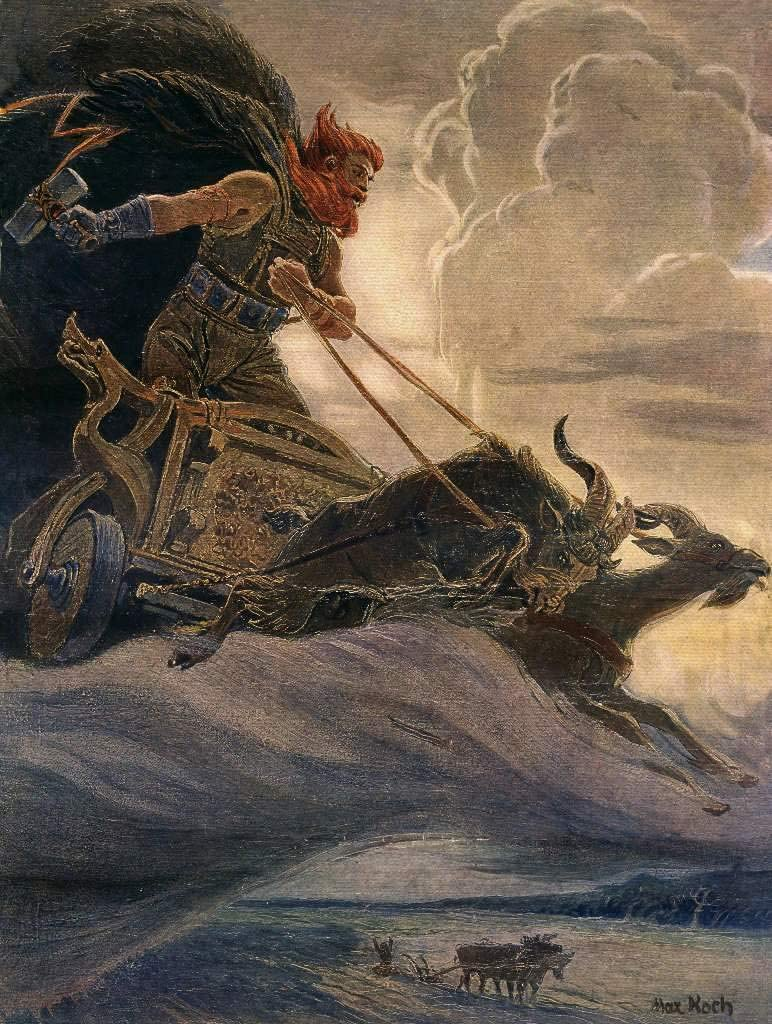
Tor i sin vagn med bockarna Tanngnjost och Tanngrisner.

Tanngnjost, Tanngnyst eller Tandgnissle (fornnordiska: Tanngnióstr), och Tanngrisner, Tanngrisne eller Tandglese (fornnordiska: Tanngrísnir), är i nordisk mytologi asen Tors två bockar som drar hans stridsvagn då åskan går.

## Etymologi
Fornnordiska Tanngnióstr och Tanngrísnir inleds båda med förledet tann (”tand”) med olika efterled.
Tanngnióstr bygger på gnióstr (”gnister”), vilket betyder ”gnissel, knarr”, till samma familj som ”gnissla, gnyst” etc (jämför fornsvenska: gnistla), vilket på svenska kan arkaiseras som ”tandgnistre” (”den som gnisslar tänder”).
Tanngrísnir bygger på grísnir, bestämd maskulin form av adjektivet grís (”gles”), vilket på svenska kan arkaiseras som ”tandglesne” (”den som har glest mellan tänderna”). Adjektivet grís överlevde in i nysvenskan som gris och gres, och lär vara en uttalsvariant av ”gles” genom kakuminal växling av [l] och [r] (gres > gles).

## Mytologi

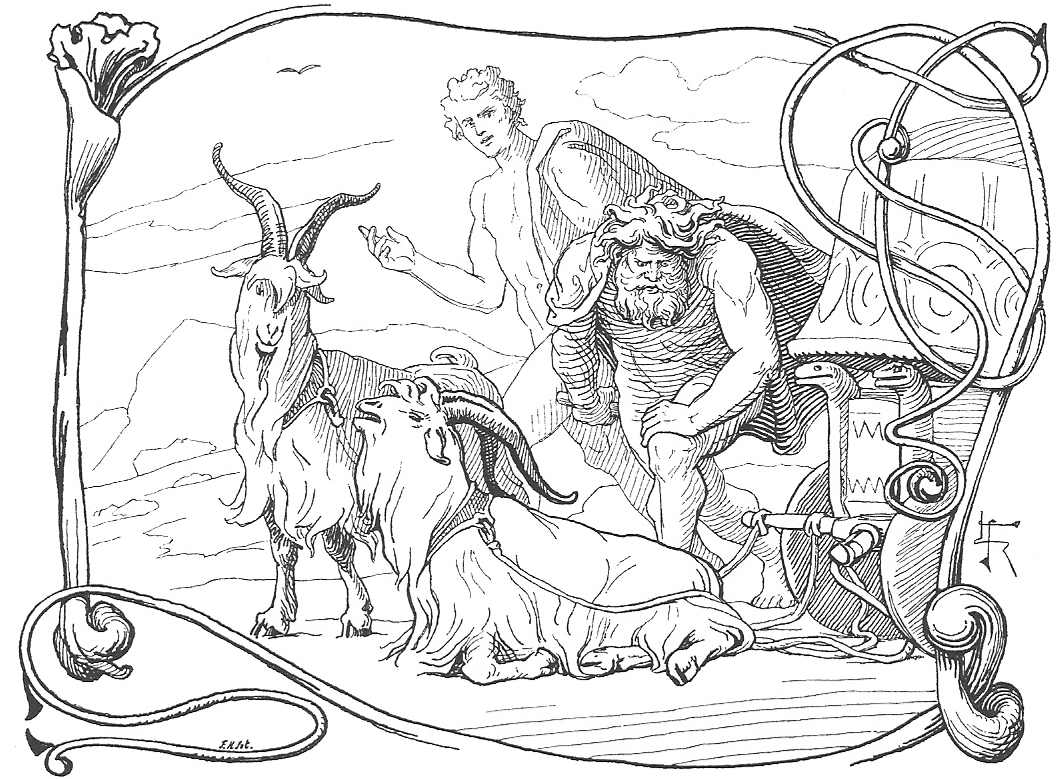
Efter slaget mot Hymer upptäcker Tor att hans ena bock är halt.

I myten om Tors färd till Utgårdaloke berättas om hur bockarna slaktas på kvällen och äts upp, för att återuppväckas till livet på morgonen, då Tor med hammaren Mjölner viger deras skelett. Med på färden var Tors tjänare Tjalve och Röskva. Loke lurade Tjalve att göra en av bockarna halt genom att bryta ett av dess ben för att komma åt märgen när han åt.

## Kristet eftermäle
Det är omtvistat men det finns goda skäl[källa behövs] att tro att dessa bockar överlevde kristendomens införande i form av det vi kallar julbocken, både som prydnaden och den bock som innan jultomten slog igenom, var den som delade ut julklapparna. På gutamål kan åskmoln kallas för bukkar (bockar).